# Internazionali BNL d'Italia 2024
Internazionali BNL d'Italia 2024, známý jako Italian Open 2024 či Rome Masters 2024, byl tenisový turnaj na profesionálním okruhu mužů ATP Tour a žen WTA Tour, hraný v areálu Foro Italico. Osmdesátý první ročník Rome Masters probíhal mezi 8. a 19. květnem 2024 v italské metropoli Římě na antukových dvorcích.
Mužský turnaj dotovaný 9 094 966 eury patřil do kategorie ATP Tour Masters 1000. Ženská událost s rozpočtem 5 509 771 eur náležela do kategorie WTA 1000. Nejvýše nasazenými singlisty se opět staly světové jedničky, Srb Novak Djoković a Polka Iga Świąteková. Jako poslední přímí účastníci do dvouher nastoupili kolumbijský 85. hráč žebříčku Daniel Elahi Galán a americká 69. tenistka světa Ashlyn Kruegerová.
V důsledku invaze Ruska na Ukrajinu na konci února 2022 řídící organizace tenisu ATP, WTA a ITF s grandslamy rozhodly, že ruští a běloruští tenisté mohli dále na okruzích startovat, ale do odvolání nikoli pod vlajkami Ruska a Běloruska.
Dvacátou druhou trofej z dvouhry okruhu ATP Tour, šestou na Mastersech a druhou na Italian Open vyhrál pátý muž klasifikace, 27letý Němec Alexander Zverev. Dvacátý první singlový titul na okruhu WTA Tour, a desátý v kategorii WTA 1000, vybojovala světová jednička Iga Świąteková, ve 22 letech nejmladší šampionka od 20leté Sabatiniové v roce 1991. Po Roland Garros a Qatar Open triumfovala na jediném turnaji potřetí.
Mužskou čtyřhru ovládl první světový pár složený z deblových jedniček, Španěla Marcel Granollers a Argentince Horacia Zeballose, jehož členové společně získali devátou trofej včetně šesté na Mastersech. Římskou soutěž vyhráli již v roce 2020. V ženské čtyřhře triumfovaly Italky Sara Erraniová s Jasmine Paoliniovou, které si odvezly čtvrtý společný titul. V Římě se staly první ryze italskou dvojící šampionek od triumfu Erraniové s Vinciovou v roce 2012.

## Rozdělení bodů a finančních odměn

### Rozdělení bodů
| Soutěž       | Soutěž       | vítězové | finalisté | semifinalisté | čtvrtfinalisté | 16 v kole | 32 v kole | 64 v kole | 96 v kole | Q  | Q2 | Q1 |
| ------------ | ------------ | -------- | --------- | ------------- | -------------- | --------- | --------- | --------- | --------- | -- | -- | -- |
| dvouhra mužů | [ 4 ] [ 11 ] | 1000     | 650       | 400           | 200            | 100       | 50        | 30        | 10        | 20 | 10 | 0  |
| čtyřhra mužů | [ 12 ]       | 1000     | 600       | 360           | 180            | 90        | 0         | —         | —         | —  | —  | —  |
| dvouhra žen  | [ 3 ] [ 13 ] | 1000     | 650       | 390           | 215            | 120       | 65        | 35        | 10        | 30 | 20 | 2  |
| čtyřhra žen  | [ 14 ]       | 1000     | 650       | 390           | 215            | 120       | 10        | —         | —         | —  | —  | —  |

Vysvětlivky
1. 1 2  Nasazení s volným losem obdrželi v případě prohry body za první kolo.'"`UNIQ--ref-0000002B-QINU`"'
2. ↑  Startující na divokou kartu v případě prohry neobrželi žádné body.'"`UNIQ--ref-0000002D-QINU`"'

### Finanční odměny
| Soutěž                                  | Soutěž       | vítězové  | finalisté | semifinalisté | čtvrtfinalisté | 16 v kole | 32 v kole | 64 v kole | 96 v kole | Q2       | Q1      |
| --------------------------------------- | ------------ | --------- | --------- | ------------- | -------------- | --------- | --------- | --------- | --------- | -------- | ------- |
| dvouhra mužů                            | [ 4 ] [ 11 ] | 963 225 € | 512 260 € | 284 590 €     | 161 995 €      | 88 440 €  | 51 665 €  | 30 255 €  | 20 360 €  | 11 820 € | 6 130 € |
| dvouhra žen                             | [ 3 ] [ 13 ] | 699 690 € | 365 015 € | 192 405 €     | 99 160 €       | 52 480 €  | 30 435 €  | 16 965 €  | 10 495 €  | 8 030 €  | 4 175 € |
| čtyřhra mužů                            | [ 12 ]       | 391 680 € | 207 660 € | 111 360 €     | 55 690 €       | 29 860 €  | 16 320 €  | —         | —         | —        | —       |
| čtyřhra žen                             | [ 14 ]       | 244 310 € | 129 320 € | 69 460 €      | 34 740 €       | 18 560 €  | 10 180 €  | —         | —         | —        | —       |
| ve čtyřhrách jsou částky uvedeny na pár |              |           |           |               |                |           |           |           |           |          |         |

## Mužská dvouhra

### Nasazení
| Stát                          | Hráč                        | ATP | Nasazení |
| ----------------------------- | --------------------------- | --- | -------- |
| Srbsko                        | Novak Djoković              | 1.  | 1.       |
|                               | Daniil Medveděv             | 4.  | 2.       |
| Německo                       | Alexander Zverev            | 5.  | 3.       |
| Norsko                        | Casper Ruud                 | 6.  | 4.       |
| Řecko                         | Stefanos Tsitsipas          | 7.  | 5.       |
|                               | Andrej Rubljov              | 8.  | 6.       |
| Polsko                        | Hubert Hurkacz              | 9.  | 7.       |
| Bulharsko                     | Grigor Dimitrov             | 8.  | 10.      |
| Austrálie                     | Alex de Minaur              | 9.  | 11.      |
| Dánsko                        | Holger Rune                 | 10. | 12.      |
| USA                           | Taylor Fritz                | 11. | 13.      |
| USA                           | Ben Shelton                 | 12. | 14.      |
| Francie                       | Ugo Humbert                 | 13. | 15.      |
| USA                           | Tommy Paul                  | 14. | 16.      |
| Kazachstán                    | Alexandr Bublik             | 15. | 17.      |
|                               | Karen Chačanov              | 16. | 18.      |
| Argentina                     | Sebastián Báez              | 17. | 19.      |
| Kanada                        | Félix Auger-Aliassime       | 18. | 20.      |
| Francie                       | Adrian Mannarino            | 19. | 21.      |
| Argentina                     | Francisco Cerúndolo         | 20. | 22.      |
| Chile                         | Nicolás Jarry               | 21. | 24.      |
| USA                           | Frances Tiafoe              | 22. | 25.      |
| Nizozemsko                    | Tallon Griekspoor           | 23. | 26.      |
| USA                           | Sebastian Korda             | 24. | 27.      |
| Argentina                     | Tomás Martín Etcheverry     | 25. | 28.      |
| Itálie                        | Lorenzo Musetti             | 26. | 29.      |
| Spojené království            | Cameron Norrie              | 27. | 30.      |
| Argentina                     | Mariano Navone              | 28. | 31.      |
| Chile                         | Alejandro Tabilo            | 29. | 32.      |
| Španělsko                     | Alejandro Davidovich Fokina | 30. | 33.      |
| Francie                       | Arthur Fils                 | 31. | 34.      |
| Austrálie                     | Jordan Thompson             | 32. | 35.      |
| Žebříček ATP k 6. květnu 2024 |                             |     |          |

### Jiné formy účasti
Následující hráčí obdrželi divokou kartu do hlavní soutěže:
- Fabio Fognini
- Matteo Gigante
- Stefano Napolitano
- Andrea Vavassori
- Giulio Zeppieri

Následující hráči nastoupili pod žebříčkovou ochranou:
- Rafael Nadal
- Denis Shapovalov

Následující hráči postoupili z kvalifikace:
- Térence Atmane
- Grégoire Barrère
- Zizou Bergs
- Maximilian Marterer
- Hamad Medjedović
- Thiago Monteiro
- Nicolas Moreno de Alboran
- Alexandre Müller
- Brandon Nakashima
- Francesco Passaro
- Diego Schwartzman
- Botic van de Zandschulp

Následující hráči postoupili z kvalifikace jako šťastní poražení:
- Harold Mayot
- Corentin Moutet
- Šang Ťün-čcheng
- J. J. Wolf

### Odhlášení
- Carlos Alcaraz → nahradil jej  Rinky Hijikata
- Arthur Cazaux → nahradil jej  Corentin Moutet
- Facundo Díaz Acosta → nahradil jej  Mackenzie McDonald
- Laslo Djere → nahradil jej  Daniel Elahi Galán
- Ugo Humbert → nahradil jej  Šang Ťün-čcheng
- Jiří Lehečka → nahradil jej  J. J. Wolf
- Tomáš Macháč → nahradil jej  Harold Mayot
- Andy Murray → nahradil jej  Pedro Cachín
- Jannik Sinner → nahradil jej  Arthur Rinderknech

## Mužská čtyřhra

### Nasazení
| Stát                                                                                   | Hráč              | Stát               | Hráč                   | ATP | Nasazení |
| -------------------------------------------------------------------------------------- | ----------------- | ------------------ | ---------------------- | --- | -------- |
| Španělsko                                                                              | Marcel Granollers | Argentina          | Horacio Zeballos       | 2.  | 1.       |
| Indie                                                                                  | Rohan Bopanna     | Austrálie          | Matthew Ebden          | 7.  | 2.       |
| USA                                                                                    | Rajeev Ram        | Spojené království | Joe Salisbury          | 11. | 3.       |
| USA                                                                                    | Austin Krajicek   | Spojené království | Neal Skupski           | 19. | 4.       |
| Mexiko                                                                                 | Santiago González | Francie            | Édouard Roger-Vasselin | 23. | 5.       |
| Německo                                                                                | Kevin Krawietz    | Německo            | Tim Pütz               | 26. | 6.       |
| Nizozemsko                                                                             | Wesley Koolhof    | Chorvatsko         | Nikola Mektić          | 32. | 7.       |
| Monako                                                                                 | Hugo Nys          | Polsko             | Jan Zieliński          | 33. | 8.       |
| Žebříček ATP k 6. květnu 2024; číslo je součtem žebříčkového postavení obou členů páru |                   |                    |                        |     |          |

### Jiné formy účasti
Následující páry obdržely divokou kartu:
- Matteo Arnaldi /  Francesco Passaro
- Jacopo Bilardo /  Giorgio Ricca
- Flavio Cobolli /  Lorenzo Musetti

Následující páry nastoupily z pozice náhradníků:
- Sebastián Báez /  Thiago Seyboth Wild
- Christopher Eubanks /  John Peers
- Cristian Rodríguez /  John-Patrick Smith

### Odhlášení
před zahájením turnaje
- Máximo González /  Andrés Molteni → nahradili je  Rafael Matos /  Andrés Molteni
- Daniil Medveděv /   Roman Safiullin → nahradili je  Sebastián Báez /  Thiago Seyboth Wild
- Flavio Cobolli /  Lorenzo Musetti → nahradili je  Christopher Eubanks /  John Peers
- Sadio Doumbia /  Fabien Reboul → nahradili je  Cristian Rodríguez /  John-Patrick Smith

## Ženská dvouhra

### Nasazení
| Stát                          | Hráčka                     | WTA | Nasazení |
| ----------------------------- | -------------------------- | --- | -------- |
| Polsko                        | Iga Świąteková             | 1.  | 1.       |
|                               | Aryna Sabalenková          | 2.  | 2.       |
| USA                           | Coco Gauffová              | 3.  | 3.       |
| Kazachstán                    | Jelena Rybakinová          | 4.  | 4.       |
| Řecko                         | Maria Sakkariová           | 8.  | 5.       |
| Česko                         | Markéta Vondroušová        | 6.  | 6.       |
| Čína                          | Čeng Čchin-wen             | 7.  | 7.       |
| Tunisko                       | Ons Džabúrová              | 9.  | 8.       |
| Lotyšsko                      | Jeļena Ostapenková         | 10. | 9.       |
|                               | Darja Kasatkinová          | 11. | 10.      |
| Itálie                        | Jasmine Paoliniová         | 12. | 11.      |
| Brazílie                      | Beatriz Haddad Maiová      | 13. | 12.      |
| USA                           | Danielle Collinsová        | 15. | 13.      |
|                               | Jekatěrina Alexandrovová   | 18. | 14.      |
|                               | Ljudmila Samsonovová       | 17. | 15.      |
| Ukrajina                      | Elina Svitolinová          | 19. | 16.      |
|                               | Veronika Kuděrmetovová     | 25. | 17.      |
| USA                           | Madison Keysová            | 16. | 18.      |
| Ukrajina                      | Marta Kosťuková            | 20. | 19.      |
|                               | Anastasija Pavljučenkovová | 21. | 20.      |
| USA                           | Emma Navarrová             | 22. | 21.      |
| Francie                       | Caroline Garciaová         | 23. | 22.      |
|                               | Anna Kalinská              | 26. | 23.      |
|                               | Viktoria Azarenková        | 24. | 24.      |
| Česko                         | Barbora Krejčíková         | 27. | 25.      |
| Spojené království            | Katie Boulterová           | 28. | 26.      |
| Belgie                        | Elise Mertensová           | 30. | 27.      |
| Rumunsko                      | Sorana Cîrsteaová          | 32. | 28.      |
| Česko                         | Linda Nosková              | 29. | 29.      |
| Ukrajina                      | Anhelina Kalininová        | 31. | 30.      |
| USA                           | Sloane Stephensová         | 35. | 31.      |
| Ukrajina                      | Dajana Jastremská          | 33. | 32.      |
| Žebříček WTA k 6. květnu 2024 |                            |     |          |

### Jiné formy účasti
Následující hráčky obdržely divokou kartu do hlavní soutěže:
- Nuria Brancacciová
- Federica Di Sarraová
- Sara Erraniová
- Vittoria Paganettiová
- Giorgia Pedoneová
- Lisa Pigatová
- Lucrezia Stefaniniová
- Martina Trevisanová

Následující hráčky nastoupily pod žebříčkovou ochranou:
- Amanda Anisimovová
- Paula Badosová
- Irina-Camelia Beguová
- Lauren Davisová
- Angelique Kerberová
- Naomi Ósakaová
- Shelby Rogersová
- Darja Savilleová

Následující hráčky postoupily z kvalifikace:
- Brenda Fruhvirtová
- Linda Fruhvirtová
- Varvara Gračovová
- María Lourdes Carléová
- Rebeka Masárová
- Bernarda Peraová
- Aljaksandra Sasnovičová
- Laura Siegemundová
- Rebecca Šramková
- Clara Tausonová
- Katie Volynetsová
- Renata Zarazúová

Následující hráčka postoupila z kvalifikace jako šťastná poražená:
- Jaqueline Cristianová

### Odhlášení
před zahájením turnaje
- Barbora Krejčíková → nahradila ji  Jaqueline Cristianová
- Marie Bouzková → nahradila ji  Cristina Bucșová
- Petra Kvitová → nahradila ji  Ashlyn Kruegerová
- Karolína Muchová → nahradila ji  Anna Karolína Schmiedlová
- Jessica Pegulaová → nahradila ji  Wang Ja-fan
- Karolína Plíšková → nahradila ji  Majar Šarífová

## Ženská čtyřhra

### Nasazení
| Stát                                                                                    | Hráčka                      | Stát        | Hráčka                 | WTA | Nasazení |
| --------------------------------------------------------------------------------------- | --------------------------- | ----------- | ---------------------- | --- | -------- |
| Čínská Tchaj-pej                                                                        | Sie Šu-wej                  | Belgie      | Elise Mertensová       | 3.  | 1.       |
| USA                                                                                     | Nicole Melichar-Martinezová | Austrálie   | Ellen Perezová         | 14. | 2.       |
| USA                                                                                     | Coco Gauffová               | Nový Zéland | Erin Routliffeová      | 22. | 3.       |
| Nizozemsko                                                                              | Demi Schuursová             | Brazílie    | Luisa Stefaniová       | 22. | 4.       |
| Česko                                                                                   | Kateřina Siniaková          | USA         | Taylor Townsendová     | 24. | 5.       |
| Ukrajina                                                                                | Ljudmyla Kičenoková         | Lotyšsko    | Jeļena Ostapenková     | 37. | 6.       |
| Česko                                                                                   | Barbora Krejčíková          | Německo     | Laura Siegemundová     | 38. | 7.       |
| USA                                                                                     | Caroline Dolehideová        | USA         | Desirae Krawczyková    | 45. | 8.       |
| Čínská Tchaj-pej                                                                        | Čan Chao-čching             |             | Veronika Kuděrmetovová | 69. | 9.       |
| Žebříček WTA k 6. květnu 2024; číslo je součtem žebříčkového postavení obou členek páru |                             |             |                        |     |          |

### Jiné formy účasti
Následující páry obdržely divokou kartu:
- Anastasia Abbagnatová /  Aurora Zantedeschiová
- Anna Kalinská /   Jelena Vesninová
- Angelica Moratelliová /  Camilla Rosatellová

Následující páry nastoupily pod žebříčkovou ochranou:
- Šúko Aojamová /  Aleksandra Krunićová
- Wang Sin-jü /  Čeng Saj-saj

Následující páry nastoupily z pozice náhradníků:
- Jekatěrina Alexandrovová /   Jana Sizikovová
- Wang Si-jü /  Jüan Jüe

### Odhlášení
před zahájením turnaje
- Anna Blinkovová /   Ljudmila Samsonovová → nahradily je  Wang Si-jü /  Jüan Jüe
- Barbora Krejčíková /  Laura Siegemundová → nahradily je Jekatěrina Alexandrovová / Jana Sizikovová

## Přehled finále

### Mužská dvouhra
- Alexander Zverev vs.  Nicolás Jarry, 6–4, 7–5

### Ženská dvouhra
- Iga Świąteková vs.   Aryna Sabalenková, 6–2, 6–3

### Mužská čtyřhra
- Marcel Granollers /  Horacio Zeballos vs.  Marcelo Arévalo /  Mate Pavić, 6–2, 6–2

### Ženská čtyřhra
- Sara Erraniová /  Jasmine Paoliniová vs.  Coco Gauffová /  Erin Routliffeová, 6–3, 4–6, [10–8]